# Matthew Warchus
Matthew Warchus (Rochester, Anglaterra, 24 d'octubre de 1966) és un dramaturg i director anglès. Ha estat director artístic de l'Old Vic Theatre des de setembre de 2015.

## Vida personal
Està casat amb l'actriu nstatunidenca Lauren Ward, que va originar el paper de Miss Honey a les produccions de Stratford-upon-Avon, Londres, i a Broadway de Matilda the Musical. Ward i Warchus es van conèixer quan la va dirigir la revifalla de Follies a Broadway del 2001. Tenen tres fills.

## Carrera
Warchus va estudiar a la Selby High School. Va estudiar música i drama a la Bristol University i ha estat director del National Youth Theatre, Bristol Old Vic, Donmar Warehouse, Royal Shakespeare Company, Royal National Theatre, Opera North, West Yorkshire Playhouse, Òpera Nacional Gal·lesa, Òpera Nacional Anglesa i el West End. Va guanyar el premi més prometedor per al debutant del Globus per Molt soroll per no res al West End, el premi Evening Standard al millor directori i nominacions al el Premi Olivier per Henry V i Volpone.
Les seves produccions del 1997 de Hamlet al Barbican Theatre i Falstaff a l'English National Opera han estat nominades a nombrosos premis Oliver entre ells del de millor director
Warchus va dirigir les obres de Yasmina Reza The Unexpected Man (RSC) i Life x 3 (National Theatre) a Londres i Nova York (al Promenade Theatre i Circle in the Square Theatre respectivament). El 1999 va completar la seva pel·lícula de debut, una adaptació de l'obra de Sam Shepard Simpatico – que va coescriure i dirigir, protagonitzada per Nick Nolte, Jeff Bridges, Albert Finney i Sharon Stone. El 2000 va dirigir l'obra de Sam Shepard True West protagonitzada per Philip Seymour Hoffman i John C. Reilly. El 2002 va dirigir Our House, al Cambridge Theatre, un nou musical escrit per Tim Firth amb música de Madnessque va guanyar el Premi Olivier al millor nou musical.
El 2007 va dirigir Lord of the Rings, l'adaptació musical d El senyor dels anells, que va representar al Theatre Royal, Drury Lane del maig de 2007 al juliol de 2008. Va ser la producció escènica més cara del moment del seu debut. El 2008 va dirigir l'obra Speed-the-Plough de David Mamet, protagonitzada per Kevin Spacey i Jeff Goldblum i la trilogia d'Alan Ayckbourn The Norman Conquests a l'Old Vic Theatre de Londres i Boeing Boeing al Broadhurst Theatre de Nova York per la qual va rebre una nominació a Tony com a millor director d'una obra de teatre.
Durant la temporada de Broadway de 2009, Warchus va dirigir dues produccions. Uan va ser elogiat críticament, guanyadora del premi Tony 2009 com a millor revival d'una obra transferida de la seva producció Old Vic de The Norman Conquest, per la qual va guanyar el Drama Desk Award com a millor director. L'altre va ser guanyadora del premi Tony del 2009 a la millor obra de teatre, l'èxit de Yasmina Reza God of Carnage, pel qual Warchus va guanyar el premi Tony a la millor direcció d'una obra de teatre.
El 2010 Warchus va dirigir l'aclamada producció musical de RSC Matilda The Musical, que es va traslladar al West End l'octubre de 2011 al Cambridge Theatre, abans d'obrir-se al Shubert Theatre de Broadway el març de 2013. El musical ha anat de gira als Estats Units, Austràlia i Nova Zelanda, guanyant múltiples premis amb set Premis Olivier, inclosos el de millor nou musical i el millor director per Warchus.
La producció de Warchus de Ghost: The Musical, una adaptació escènica de la pel·lícula guanyadora de l'Oscar Ghost estrenada al Manchester Opera House el març de 2011, i al Piccadilly Theatre del West End el juliol de 2011 fins al 6 d'octubre de 2012. L'obra es va transferir a Broadway començant al Lunt Fontanne Theater el 15 de març de 2012 i tancant el 18 d'agost de 2012. Ghost The Musical va estar de gira per Regne Unit i EUA el 2013 mentre actuava també a Budapest. Es va estrenar a Corea el novembre de 2013.
La seva pel·lícula Orgull va ser seleccionada per ser projectada com a part de la secció de la Quinzena de Directors del 67è Festival Internacional de Cinema de Canes, on va guanyar la Queer Palm el 23 de maig de 2014.

### The Old Vic
El maig de 2014, Warchus va ser anunciat com a nou director artístic del Teatre Old Vic de Londres, succeint Kevin Spacey.
La seva primera temporada va començar el setembre de 2015 dirigint una nova obra de teatre, Future Conditional de Tamsin Oglesby, protagonitzada per Rob Brydon. El 2016 també va dirigir The Master Builder de Henrik Ibsen amb Ralph Finnes, The Caretaker de Harold Pinter amb Timothy Spall, Daniel Mays i George Mackay, i es va reunir amb el mateix equip creatiu que "Matilda" per crear l'estrena mundial del musical Groundhog Day. El musical es va allargar durant 8 setmanes de juliol a setembre de 2016 abans de transferir-se al August Wilson Theatre a Broadway d'abril a setembre de 2017.
La seva segona temporada el va veure dirigir el renaixement del 20è aniversari de 'Art' amb Rufus Sewell, Tim Key i Paul Ritter de desembre de 2016 a febrer de 2017 seguit de gires del Regne Unit el 2018 i el 2019). També va dirigir una nova adaptació d' A Christmas Carol de Jack Thorne protagonitzada per Rhys Ifans com a Scrooge per Nadal 2017, i va tornar per Nadal de 2018 protagonitzat per Stephen Tompkinson com a Scrooge.
El 2019 va dirigir un revival de Noël Coward Present Laughter amb Andrew Scott, seguit per l'obra de Duncan Macmillan Lungs amb Claire Foy i Matt Smith abans del retorn d' A Christmas Carol amb Paterson Joseph. La seva producció d' A Christmas Carol també es va representar a Broadway durant la temporada festiva 2019-2020 al Lyceum Theatre (Broadway) protagonitzat per Campbell Scott com Scrooge, amb Andrea Martin i LaChanze.
El 2020, Warchus estava previst dirigir l'obra d'Amy Herzog 4000 miles protagonitzada per Eileen Atkins i Timothée Chalamet a l'abril a maig del 2020, no obstant això a causa de la Pandèmia de COVID-19, la producció s'ha ajornat. També la seva producció de Lungs que s'havia de transferir amb Claire Foy i Matt Smith representant els seus papers al Brooklyn Academy of Music, Nova York el març fins a l'abril del 2020 també es va cancel·lar a causa de la pandèmia, tot i que es va anunciar que Foy i Smith realitzaran l'obra en versió socialment distanciada en directe. L'Old Vic es transmetrà al públic mitjançant Zoom del 26 de juny al 4 de juliol.
Per Nadal 2020 s'ha anunciat que la seva producció d'A Christmas Carol tornarà per quarta temporada consecutiva a The Old Vic, així com un retorn a Broadway (teatre i detalls per anunciar).

## Premis i nominacions
Premis
- 2009 - Premis Tony - Millor Director d'una obra - per God of Carnage
- 2012 - Premi Laurence Olivier - Millor Director - per Matilda

Nominacions
- 1996 - Premi Laurence Olivier - Millor Director - per Volpone i Henry V
- 1997 - Premi Laurence Olivier - Millor Director - per 'Art'
- 1998 - Premi Laurence Olivier - Millor Director - per Hamlet
- 1998 - Premi Tony - Millor Director d'una obra - per 'Art'
- 2000 - Premi Tony - Millor Director d'una obra - per True West
- 2008 - Premi Tony - Millor Director d'una obra - per Boeing, Boeing
- 2009 - Premi Tony - Millor Director d'una obra - per The Norman Conquests
- 2013 - Premi Tony - Millor Director of a Musical - per Matilda
- 2014 - British Independent Film Awards - Millor Director - per Orgull
- 2017 - Premi Laurence Olivier - Millor Director - per Groundhog Day
- 2017 - Premi Tony - Millor Director de Musical - per Groundhog Day